# 圣茹瓦尔 (伊泽尔省)
圣茹瓦尔（法語：Saint-Geoirs，法語發音：[sɛ̃ ʒwaʁ]）是法国伊泽尔省的一个市镇，原属格勒诺布尔区，2017年起改属维埃纳区。

## 地理
圣茹瓦尔（45°19'20"N, 5°21'17"E）面积6.93 平方千米，位于法国奥弗涅-罗讷-阿尔卑斯大区伊泽尔省，该省份为法国东南部内陆省份，北起顺时针与安省、萨瓦省、上阿尔卑斯省、德龙省、阿尔代什省、卢瓦尔省和罗讷省。
与圣茹瓦尔接壤的市镇（或旧市镇、城区）包括：圣米歇尔-德圣茹瓦尔、圣皮埃尔德布雷雪、布里永、拉福尔特雷斯、普朗、坎雪、圣艾蒂安-德圣茹瓦尔。
圣茹瓦尔的时区为UTC+01:00、UTC+02:00（夏令时）。

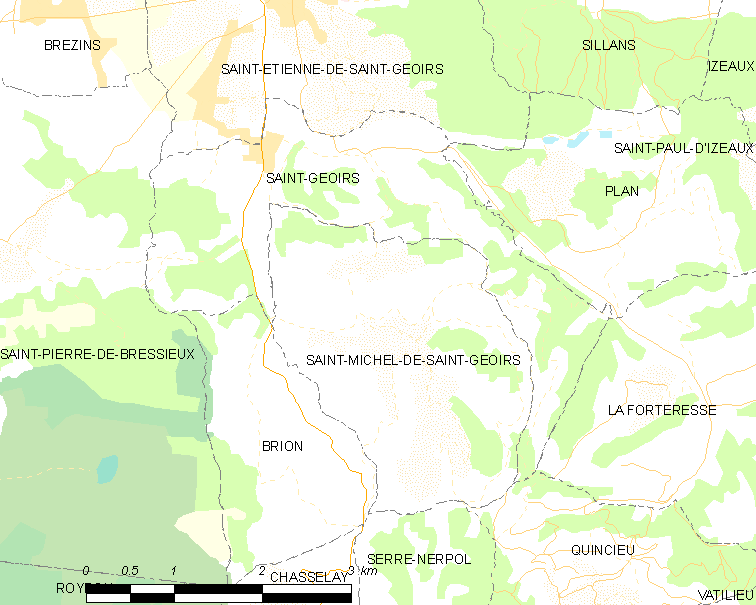
圣茹瓦尔的OSM定位图

## 行政
圣茹瓦尔的邮政编码为38590，INSEE市镇编码为38387。

## 政治
圣茹瓦尔所属的省级选区为比耶夫尔县。

## 人口

1962-2008年间圣茹瓦尔人口变化图示

圣茹瓦尔于2022年1月1日时的人口数量为487人。